# Lupo mangia-frutta
Lupo mangia-frutta (o lupo mangiafrutta) è un classico gioco d'infanzia ricreativo di gruppo, che coinvolge i bambini in attività motorie e talvolta in grado di stimolare semplici astuzie tattiche. L'impianto del gioco è sostanzialmente semplice: prevedere a turno un "uno (il lupo) contro tutti (i frutti)" e una turnazione del ruolo di lupo, non su base casuale, ma come penitenza.

Non richiede normalmente la presenza di un adulto, comunque è assai spesso utilizzato dagli educatori per intrattenere un target di età prescolare e scolare (generalmente limitato alle prime classi della scuola primaria), durante gli intervalli o momenti ricreativi in cui si ha accesso a spazi, preferibilmente all'aperto, sufficientemente ampi da poter assicurare ai bambini di correre in sicurezza. Non esiste un limite massimo al numero di partecipanti, ma c'è un numero ottimale,  che permette al contempo di enfatizzare l'effetto ricreativo e associativo di gruppo, permettendo all'educatore di mantenere il controllo sui giocatori, identificabile grosso modo con una classe media, quindi dalla decina alla ventina di bambini.

## Il gioco
Come diversi giochi infantili, non ha una struttura fissa o universalmente riconosciuta, ma una impostazione consuetudinaria di fondo basata sulla semplicità e l'applicazione di regole elementari.
1. All'interno del gruppo di bambini ne viene scelto uno, per conta o per sua volontà, che dovrà essere temporaneamente il lupo mangia frutta, mentre tutti gli altri bambini si disporranno in fila[3] davanti a lui.
2. Quindi ogni bambino penserà al nome di un frutto da ricordare.
3. Il lupo, in genere dopo un breve dialogo[4] introduttivo con gli altri bambini, dovrà pronunciare il nome di un frutto, proseguendo finché non ne nominerà uno fra quelli pensati da almeno uno dei bambini che, al momento della chiamata, dovrà iniziare a correre, rincorso dal lupo, fino a raggiungere il posto di partenza (o casa), senza farsi toccare (mangiare).[5]
  - Scopo dei bambini-frutto è quello di non farsi toccare, pena diventare a propria volta lupo.
  - Scopo del lupo è quello di "mangiare" uno dei bambini-frutto a cui passare il ruolo.
4. Se il Lupo non riesce a toccare nessuno degli altri bambini, il gioco riprende dal punto 2.

### La casa
La casa (spesso detta "tana") rappresenta il luogo, o il posto, il cui raggiungimento decreta la salvezza (figurata) del bambino-frutto, che sarà salvo dal lupo anche se toccato in ultimo da questo. Tale luogo può essere rappresentato sia da una area di terreno delimitata, sufficientemente piccola, sia da un qualsiasi oggetto (muro, palizzata, paletto, ...) che funge da meta, nel cui caso il raggiungimento della casa sarà segnato dal contatto fisico dell'oggetto.
La casa può corrispondere anche con la postazione di partenza del bambino, che, in questo caso, la deve raggiungere percorrendo un tragitto designato sufficientemente lungo, solitamente realizzato con un giro completo intorno alla fila di bambini, oppure con un luogo terzo, di norma posto alle spalle del lupo, in modo che il bambino o i bambini-frutto debbano passargli obbligatoriamente vicino.

## Varianti

### Con macedonia
Una variante spesso adottata è quella che dà al lupo mangiafrutta la possibilità di pronunciare, oltre ai singoli frutti, anche la parola "macedonia", la quale costringe tutti i bambini a correre. Tale opzione è soggetta a restrizione, per esempio l'impossibilità di utilizzarla due volte dallo stesso lupo nel proprio turno.